# Riuokojekna
Riuokojekna är en glaciär i Sverige. Den har en yta på 4,6 km² och ligger i Kebnekaiseområdet. 